# Blue Lines
Blue Lines (en español: Líneas azules o Líneas tristes) es el álbum debut del grupo británico Massive Attack, lanzado por los sellos Circa y Virgin, y producido por el grupo en colaboración con Johnny Dollar. 
Publicado el 8 de abril de 1991, este disco es considerado como el primer álbum de trip hop de la historia, debido a lo cual, al trío de Bristol se les considera los padres de este género musical. 
Blue Lines se convirtió en un éxito de ventas en el Reino Unido en sus primeros días de publicación, y situó a Massive Attack como un grupo pionero en el mundo de la música en su país y fuera de sus fronteras.
La revista estadounidense Rolling Stone ubicó al álbum en el puesto 241 de su lista de los mejores discos de la historia. Una reedición remasterizada fue lanzada el 19 de noviembre de 2012.

## Antecedentes

### Grabación
Se encargaron de poner sus voces en las canciones virtuosos de la música como los cantantes Shara Nelson, Horace Andy, Tricky y Tony Bryan, además de dos de los integrantes de Massive Attack: Robert Del Naja y Grant Marshall. 
El equipo de trabajo lo completaron el productor Johnny Dollar, el ingeniero de mezclas Jeremy Allom, los arreglos de la cantante Neneh Cherry, el bajista y guitarrista Paul Johnson, el ingeniero de sonido Kevin Petrie, y los directivos Gavyn Wright y Will Malone. Del teclado se encargaron Andrew Vowles y el productor Dollar.

## Contenido

### Portada
La foto de cubierta del álbum de estudio muestra una señal de advertencia de color rojo y negro sobre peligro de incendio por material inflamable (por lo general estos anuncios se encuentran en los camiones cisterna que transportan gasolina u otros derivados fósiles que pueden resultar altamente incendiarios). 
En efecto, la señal tiene forma de rombo y muestran una llama de fogata. El nombre del grupo musical cubre la descripción de la señal de peligro.
La señal resalta sobre un fondo color café claro o crema, similar al color de una caja de cartón.

### Samples
"Gold Ole Music" de Funkadelic, "Stratus" de Billy Cobham y "Chameleo" de Herbie Hancock aparecen en "Safe From Harm". "Catch the Beat" de T-Ski Valley, "Ike's Mood" de Isaac Hayes y "You Know, You Know" de Mahavishnu Orchestra es sampleado en "One Love". 

## Crítica y recepción
Blue Lines fue aclamado mundialmente por la crítica especializada. Su innovador sonido y sus hipnóticas canciones generaron toda una corriente de influencia que se vería reflejada en la formación de otros grupos emblemáticos, tales como Portishead o Tricky, también adscritos al terreno del denominado trip hop. Blue Lines supuso, pues, el pistoletazo de salida para el trip hop, esa mezcla de jazz, soul, hip hop y música electrónica, que desde 1991 ha ido creciendo en influencia dentro del panorama musical a nivel mundial.
Blue Lines también se encargó de situar en el mapa musical a la ciudad portuaria de Bristol, lugar que para muchos se convirtió en el fortín del trip hop durante bastante tiempo, gracias a los legendarios grupos anteriormente mencionados, entre otros.
Blue Lines se encaramó hasta el puesto número 13 de los discos más vendidos en el Reino Unido. En Australia se alzó hasta la posición 69.

## Legado

### Del álbum
En el año 1997 se realizó una encuesta sobre la Música del milenio llevada a cabo por HMV, Channel 4, The Guardian y Classic FM. Blue Lines logró situarse como el vigesimoprimer mejor álbum de toda la historia. En el año 1998, la revista Q Magazine realizó una lista con los 100 mejores álbumes británicos de la historia. Blue Lines se situó en la posición número 58 de dicha lista. Tan solo dos años después, en el 2000, la misma revista se encargó de situar el disco en la posición 9 de la misma lista.
En el 2003 la revista estadounidense Rolling Stone incluyó al álbum en el puesto 395 de su lista de los 500 mejores álbumes de todos los tiempos. En la primera reedición del 2012 el álbum cayó al puesto 397, y en la segunda reedición del 2020 el álbum ascendió al puesto 241. El álbum también fue incluido en el libro los 1001 discos que debes oír antes de morir.

### De "Unfinished Sympathy"
La canción "Unfinished Sympathy" es considerada por gran cantidad de especialistas, revistas musicales y cadenas de televisión como una de las mejores canciones jamás realizada. Un escritor de la BBC no duda en afirmar que la mencionada canción sigue manteniendo su frescura como nunca y emocionando como siempre, aun habiendo sido lanzada hace ya más de una década. 
La lista de reconocimientos a la canción es inmensa: El canal de televisión MTV2 (Reino Unido), tras una encuesta, la situó en el primer lugar de las mejores canciones de todos los tiempos. Para Face Magazine (Reino Unido) fue el sencillo del año, aupándolo al primer puesto de su lista. La revista Melody Maker (Reino Unido) opinó lo mismo: mejor sencillo del año. New Musical Express (Reino Unido) sitúa la canción de Shara Nelson en el octavo lugar de los sencillos del año.
Iguana (España) concede el puesto número 2 de lista de sencillos a "Unfinished Sympathy". Una encuesta de la BBC Radio 2 (Reino Unido) considera la canción como la 44 mejor de toda la historia. Es la canción favorita de la crítico musical Julie Burchill, al igual que del productor musical Darren Tate. En la lista de Mixmag (Reino unido) sobre los 100 mejores sencillos dance realizada en 1996, "Unfinished Sympathy" se coloca en la posición 10. 
New Musical Express (Reino Unido) coloca a la canción en la misma posición (10), pero esta vez en una clasificación sobre los mejores sencillos de todos los tiempos, realizada en el año 2002. Q Magazine (Reino Unido) la incluye en dos listas: las 1001 una mejores canciones de la historia (puesto 37); y los 20 mejores sencillos de entre los años 1980-2004 (posición 8). RDL (España) la sitúa en el primer puesto de su lista sobre las 100 mejores canciones de 1990 a 1998, y por último Rock de Lux (España) elaboró en 1993 una lista con las mejores canciones de los años 1984 a 1993. "Unfinished Sympathy" se colocó en la cuarta posición.

### Bandas sonoras
Varias canciones del álbum componen bandas sonoras de películas de los años noventa: "Be Thankful for What You've Got" es escuchada en la película Algo que contar (2000), "Safe from Harm" en El dilema (1999), "One Love" en A flor de piel (1997), "Daydreaming" en Nowhere (1997), "Unfinished Sympathy" aparece en las películas Jack y Sarah (1995) y Sliver (1993)

## Lista de canciones
1. "Safe From Harm" (5:16)
  - Compuesta por: Robert Del Naja, Cobham, Grant Marshall, Shara Nelson y Andrew Vowles.
  - Cantada por: Shara Nelson y Robert Del Naja.
  - Samples: "Stratus" de Billy Cobham, "Good Old Music" de Funkadelic y "Chameleon" de Herbie Hancock.
2. "One Love" (4:48)
  - Compuesta por: Robert Del Naja, Grant Marshall, Cobham, Williams y Andrew Vowles.
  - Cantada por: Horace Andy.
  - Samples: "Catch the Beat" de T-Ski Valley, "Ike's Mood" de Isaac Hayes y "You Know, You Know" de Mahavishnu Orchestra.
3. "Blue Lines" (4:21)
  - Compuesta por: Robert Del Naja, Grant Marshall, Andrew Vowles, Max Bennett, Brown, Larry Carlton, Geurin, Joe Sample, Tom Scott y Thaws.
  - Cantada por: Tricky, Robert Del Naja y Grant Marshall.
  - Samples: "Give It Up or Turn It a Loose" de James Brown, "Rock Creek Park" de Blackbyrds y "Sneakin' in the Back" de Tom Scott.
4. "Be Thankful for What You've Got" (4:09) - Ver el videoclip
  - Compuesta por: DeVaughn.
  - Cantada por: Tony Bryan.
5. "Five Man Army" (6:04) 
  - Compuesta por: Robert Del Naja, Grant Marshall, Thaws, Andrew Vowles y Williams.
  - Cantada por: Grant Marshall, Robert Del Naja, Tricky y Horace Andy.
  - Samples: "I'm Glad You're Mine" de Al Green.
6. "Unfinished Sympathy" (5:08) - Ver el videoclip - Ver en concierto
  - Compuesta por: Robert Del Naja, Grant Marshall, Andrew Vowles, Shara Nelson y Jonathan Sharp.
  - Cantada por: Shara Nelson.
  - Samples: "Flowers of the Sea" de Era y "Planetary Citizen" de Mahavishnu Orchestra.
7. "Daydreaming" (5:56) - Ver el videoclip
  - Compuesta por: Badarou, Robert Del Naja, Grant Marshall, Thaws y Andrew Vowles.
  - Cantada por: Shara Nelson, Tricky, Robert Del Naja y Grant Marshall.
  - Samples: "Mambo" de Wally Badarou.
8. "Lately" (4:26) 
  - Compuesta por: Robert Del Naja, Grant Marshall, Andrew Vowles, Brownlee, Shara Nelson, Redmond y Simon.
  - Cantada por: Shara Nelson.
  - Samples: "Mellow, Mellow, Rright On" de Lowrell y "Joy" de Isaac Hayes.
9. "Hymn of the Big Wheel" (6:36) - Ver en concierto
  - Compuesta por: Robert Del Naja, Grant Marshall, Andrew Vowles, Andy y Cherry.
  - Cantada por: Horace Andy.